# Menjamel de Kadavu
El menjamel de Kadavu (Meliphacator provocator) és una espècie d'ocell de la família dels melifàgids (Meliphagidae) i única espècie del gènere Meliphacator Mathews, 1930, si bé ha estat inclòs a Xanthotis.

## Hàbitat i distribució
Habita boscos i matolls de Kadavu, a les illes Fiji.